# Scott Adams (Skirennläufer)
Scott Adams (* 17. März 1971 in Sydney, New South Wales) ist ein australischer Behindertensportler im Ski Alpin. Er wuchs in Toongabbie, einem Vorort von Sydney auf und lebt in Kimberley, British Columbia, Kanada. Er ist unterhalb des Knies beinamputiert und gehört der Startklasse LW4 an.
Bei den Winter-Paralympics 2002 trat er in vier Disziplinen an. Dabei wurde er Zwölfter in der Abfahrt und Neunter im Slalom. Im Riesenslalom und Super-G kam er nicht ins Ziel. Bei den Winter-Paralympics 2006 startete er ebenfalls in vier Disziplinen, konnte jedoch nicht an die Ergebnisse von 2002 anknüpfen. So wurde er 38. im Slalom, 40. in Abfahrt und Riesenslalom und 46. im Super-G.